# Корпус Армии обороны Израиля
Корпус Армии обороны Израиля — корпус в Армии обороны Израиля, подкомпонента в рамках израильских родов войск, который является организационной структурой в профессиональной системе (первичный профессиональный орган), целью которого является создание и содержание оперативных подразделений одного из профессиональных формирований в сухопутных войсках, в воздухе или на море (оперативная система).
Каждый военнослужащий Армии обороны Израиля организационно связан с каким-либо корпусом и имеет кокарду корпуса, которую носит на берете. Офицеры юстиции, служащие в Военной прокуратуре, относящиеся к Общему корпусу, носят значки с надписью «Военная прокуратура». Заместитель начальника Генштаба и начальники подразделений в Генштабе носят на беретах кокарду без надписи и воинской принадлежности с символом меча и оливковой ветви. Начальник Генштаба носит значок с эмблемой АОИ и надписью «Армия обороны Израиля».
Каждый корпус возглавляет «главный офицер корпуса»

## Главный офицер корпуса
Главный офицер корпуса является самым старшим офицером в корпусе и в силу своего положения является также:
- Профессиональным советником начальника Генштаба и Генерального штаба по всем вопросам, касающимся профессиональных вопросов, касающихся этого Корпуса;[2]
- Получателем профессиональных полномочий от имени своего командира (начальника Генштаба, командующего родом войск или командира Управления) по отношению ко всем подразделениям АОИ, в вопросах, находящихся в его ведении.[2]

В Генеральном штабе имеются органы, выполняющие функции главных профессиональных советников, не являющиеся главными офицерами корпусов, такие как: главный военный прокурор, финансовый советник начальника штаба, главный офицер по качеству и безопасности, главный офицер резервистской службы, руководитель отдела исследований и разработок и другие.

## Штаб главного офицера корпуса
Штаб главного офицера корпуса занимается следующими обязанностями:
- Создание оперативных частей и соединений в сухопутных, воздушных и морских войсках.
- Развитие теории военного боя, в том числе военных учений и наставлений, и их усвоение.[2]
- Подготовка военнослужащих, определение формата подготовки, его продвижение и развитие.[2]
- Инициирование разработки оружия, сопровождение и внедрение этих разработок.[2]
- Продвижение личного состава под его руководством, культивирование боевого наследия, воспитание гордости за корпус и забота о раненых.[2]

## Корпуса в Армии обороны Израиля
Профессиональная система Армии обороны Израиля состоит из сухопутных войск, военно-воздушные силы, военно-морские силы и других корпусов
| Подчинение                           | Название корпуса                         | Предыдущие имена                                                      | Главный офицер корпуса                       |
| ------------------------------------ | ---------------------------------------- | --------------------------------------------------------------------- | -------------------------------------------- |
| Военно-воздушные силы                | Воздушный корпус                         |                                                                       | Командующий ВВС                              |
| Военно-морские силы                  | Военно-морской корпус                    |                                                                       | Командующий ВМФ                              |
| Сухопутные силы                      | Пехотный корпус                          |                                                                       | Главный офицер пехоты и десантников          |
| Сухопутные силы                      | Бронетанковый корпус                     |                                                                       | Главный бронетанковый офицер                 |
| Сухопутные силы                      | Артиллерийский корпус                    |                                                                       | Главный артиллерийский офицер                |
| Сухопутные силы                      | Боевой инженерный корпус                 |                                                                       | Главный боевой инженер                       |
| Сухопутные силы                      | Корпус охраны границы                    | Корпус полевой разведки, корпус боевого сбора, система охраны границы | Главный пограничный офицер                   |
| Управление информационных технологий | Корпус связи и информационных технологий | Корпус связи                                                          | Главный офицер по информационным технологиям |
| Управление военной разведки Израиля  | Корпус разведки                          |                                                                       | Главный офицер разведки                      |
| Управление технологий и логистики    | Корпус технологии и ремонта              | Корпус вооружений                                                     | Главный офицер по технологиям и обслуживанию |
| Управление технологий и логистики    | Корпус технологии и ремонта              | Корпус техников                                                       | Главный офицер по технологиям и обслуживанию |
| Управление технологий и логистики    | Корпус технологии и ремонта              | Корпус вооружения и оборудования                                      | Главный офицер по технологиям и обслуживанию |
| Управление технологий и логистики    | Корпус логистики                         | Главный офицер по логистике                                           |                                              |
| Управление технологий и логистики    | Корпус логистики                         | Главный офицер по логистике                                           | Корпус снабжения и транспорта                |
| Управление технологий и логистики    | Корпус логистики                         | Главный офицер по логистике                                           | Корпус снабжения                             |
| Управление технологий и логистики    | Корпус логистики                         | Главный офицер по логистике                                           | Корпус поддержки                             |
| Управление технологий и логистики    | Медицинский корпус                       |                                                                       | Главный врач                                 |
| Управление кадров                    | Корпус кадров                            |                                                                       | Главный кадровый офицер                      |
| Управление кадров                    | Корпус образования и молодёжи            |                                                                       | Главный офицер по образованию и молодёжи     |
| Управление кадров                    | Корпус военной полиции                   |                                                                       | Главный офицер военной полиции               |
| Управление кадров                    | Общий корпус                             |                                                                       | Главный офицер общего корпуса                |
| Начальник Генштаба                   | Военный раввинский корпус                |                                                                       | Главный военный раввин                       |
| Командование тылом                   | Корпус тыла                              |                                                                       | Командующий тылом                            |

### Расформированные корпуса
- Научный корпус[ивр.]
- Женский корпус[ивр.]
- Корпус полевой разведки